# 布赖南
布赖南（法語：Brainans，法語發音：[bʁɛnɑ̃]）是法国汝拉省的一个市镇，属于隆斯勒索涅区。

## 地理
布赖南（46°52'14"N, 5°37'25"E）面积7.07 平方千米，位于法国勃艮第-弗朗什-孔泰大區汝拉省，该省份为法国东部内陆省份，北起上索恩省，西北接科多尔省，西临索恩-卢瓦尔省，南至安省，东与杜省和瑞士接壤。
与布赖南接壤的市镇（或旧市镇、城区）包括：蒙托利耶、贝尔萨延、纳维莱、图尔蒙、维莱瑟里讷。

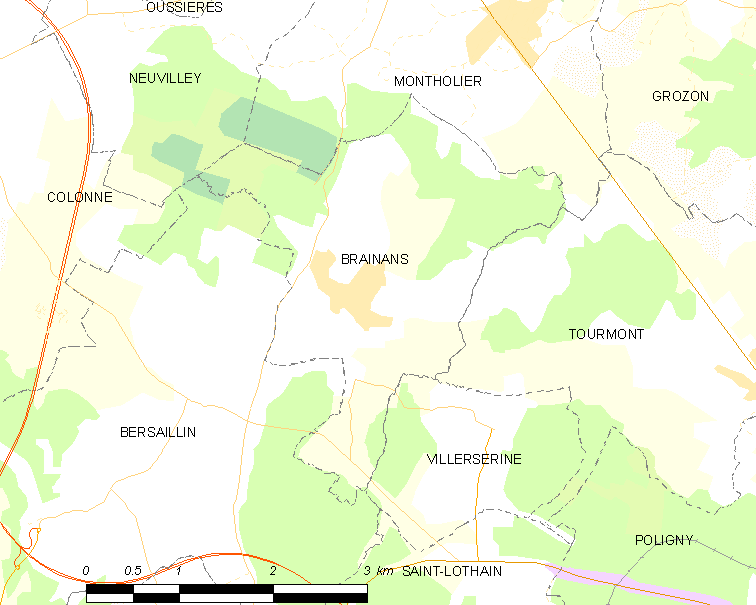
布赖南的OSM定位图

布赖南的时区为UTC+01:00、UTC+02:00（夏令时）。

## 行政
布赖南的邮政编码为39800，INSEE市镇编码为39073。

## 政治
布赖南所属的省级选区为布莱特朗县。

## 人口

1962-2008年间布赖南人口变化图示

布赖南于2022年1月1日时的人口数量为191人。